# 龙门镇 (内江市)
龙门镇，原为沱江乡，是中华人民共和国四川省内江市市中区下辖的一个乡镇级行政单位。2015年5月，撤销沱江乡，设立龙门镇。

## 行政区划
龙门镇下辖以下地区：
龙门社区、龙门村、梁家坝村、甘家渡村、兰家沱村、中心村、茅蓬寺社区村、兰家寺村、尤家沱村、云峰寺村和望柱村。